# オートクラブ・スピードウェイ
オートクラブ・スピードウェイ（英語：Auto Club Speedway）は、カリフォルニア州フォンタナ、チェリー通りに所在する、1周2マイル (3,200m) のオーバルトラック。浅いバンクの2マイルDシェイプオーバルというレイアウトが先に建設されていたミシガン・インターナショナル・スピードウェイと似ている事から、ミシガンの妹という意味でSister Trackとも呼ばれる。

## 概要
ロジャー・ペンスキーが、1997年にカリフォルニア・スピードウェイとして新築。1999年に所有権自体は売却され、ロジャー・ペンスキーの手からは離れている。そして2008年に命名権を売り出したため、現在の名前に変更されている。
デイトナやインディアナポリスのようにトラック内部にロードコースを持ち、バックストレッチからインフィールドに入るレイアウト、ターン1とターン2の間からインフィールドへ入るレイアウト、そしてインフィールドのみで構成される3レイアウトで使用可能。またこのインフィールドを利用したレースでは、全日本GT選手権が2004年のオールスターレースで使用している。
NASCARスプリントカップ・シリーズとネイションワイド・シリーズが3月、インディカー・シリーズの最終戦が行われる。

## トラックの特徴
|                            | 個数                       | 長さ                  | バンク角           |
| -------------------------- | -------------------------- | --------------------- | ------------------ |
| フロントストレッチ         | 1                          | 3100フィート(944.9m)  | 11°                |
| バックストレッチ           | 1                          | 2500フィート(762m)    | 3°                 |
| ターン                     | 4                          | 5113フィート(1558.4m) | 14°                |
| 全長：2.029マイル(3265.4m) | 全長：2.029マイル(3265.4m) | 路面：アスファルト    | 路面：アスファルト |

オーバルトラックとしては、一般的なDシェイプオーバルである。しかしフロントストレッチでもインラインよりアウトラインの方が走りやすく、Dシェイプである意味を成していないトラックの一つである。インディカーほどラインに自由度がない限り、インラインはほとんど使われない。バンク角はターンで14度、フロントストレッチで11度と低めのバンク角を持つ。コース幅は広く、3台どころか4台併走でもターンに進入出来、さらに、車間を30cm以上開けられるほどである。しかしターン進入では軽いブレーキングが必要なので、デイトナほど度胸が必要というトラックではない。また、ターン出口ではバンク角が浅くなり、マシンが不安定になるところでアクセルを開けていくため、リアがルーズになりやすい。
そのバンク角の浅さから、ストックカーでは速度が出ないと思われがちだが、デイトナやタラデガと違い、リストリクタープレートが装着されないため、平均180mph後半に達する高速トラックである。コーナー最低速度は150mph(240km/h)ほどになってしまうが最高速度は200mph(320km/h)を越える。またターンが緩やかなためインディカーとの相性が良く、予選速度は215 - 220mphに達し、2.5マイルのスーパースピードウェイであるポコノと同等である。2000年のCARTでは、クローズドサーキットでの世界記録となる周回平均241.428mph(388.541km/h)を記録している。
展開的にはブレーキングの上手い下手が走行に影響しやすいこと、ラインの読みの選択肢の広さなどから、得意なドライバーが抜け出る事が多い。そのため縦に長い展開となりクラッシュが起こりにくいトラックであり、スプリントカップ戦が250周500マイルで行われていた時代でもコーション数の最低記録が4回を記録している。2009年2月のオートクラブ500では、5回のコーション中雨によるコーションが4回で、クラッシュによるコーションは1度しか起こらなかった。
コーションが起こりにくいためアンダーグリーンでのピット回数が多く、ピットクルーの腕の見せ所である。一度のピットミスで5～6ポジションが入れ替わってしまうため、TV中継でピットクルーのアクションが映る事も多い。

### コースレイアウト

オーバル・スピードウェイ
スポーツカーコース
2輪コース
インフィールド・ロードコース

## 死亡事故
1999年のCART最終戦で、グレッグ・ムーアがリスタート直後の第2ターン立ち上がりでスピン、イン側の芝生の起伏に引っかかって舞い上がった車体は開口部からコンクリートウォールへと直撃し、全身打撲が原因で死亡している。そのため、バックストレッチ内側の芝生部分の一部をアスファルト舗装にする改修を行っている。

## NASCARスプリントカップ・シリーズ

### 記録
(As of 7/1/10)
| 最多勝利             | 5    | ジミー・ジョンソン                                   |
| 最多トップ5          | 10   | ジェフ・ゴードン, ジミー・ジョンソン                 |
| 最多トップ10         | 12   | マット・ケンゼス                                     |
| 最多出走             | 20   | ジェフ・バートン, ジェフ・ゴードン, ボビー・ラボンテ |
| 最多ポールポジション | 3    | カート・ブッシュ                                     |
| Most Laps Completed  | 4981 | ジェフ・バートン                                     |
| 最多ラップリード     | 824  | ジミー・ジョンソン                                   |
| Avg. Start*          | 8.7  | ジミー・ジョンソン                                   |
| Avg. Finish*         | 5.5  | ジミー・ジョンソン                                   |

* from minimum 10 starts.

### スプリントカップ・シリーズ優勝者
| シーズン | 開催日   | レース                           | 優勝者                     | 車番 | スポンサー                          | 使用車両                 | 距離              | 平均スピード               | 2位との差  |
| -------- | -------- | -------------------------------- | -------------------------- | ---- | ----------------------------------- | ------------------------ | ----------------- | -------------------------- | ---------- |
| 1997     | 6月22日  | California 500                   | ジェフ・ゴードン           | 24   | DuPont                              | シボレー・モンテカルロ   | 500 mi (800 km)   | 155.012 mph (249.468 km/h) | 1.074 sec  |
| 1998     | 5月3日   | California 500 presented by NAPA | マーク・マーティン         | 6    | Valvoline                           | フォード・トーラス       | 500 mi (800 km)   | 140.22 mph (225.662 km/h)  | 1.287 sec  |
| 1999     | 5月2日   | California 500 presented by NAPA | ジェフ・ゴードン           | 24   | DuPont                              | シボレー・モンテカルロ   | 500 mi (800 km)   | 150.276 mph (241.846 km/h) | 4.492 sec  |
| 2000     | 4月30日  | NAPA Auto Parts 500              | ジェレミー・メイフィールド | 12   | Mobil 1                             | フォード・トーラス       | 500 mi (800 km)   | 149.378 mph (240.401 km/h) | 0.300 sec  |
| 2001     | 4月29日  | NAPA Auto Parts 500              | ラスティ・ウォレス         | 2    | Miller Lite                         | フォード・トーラス       | 500 mi (800 km)   | 143.118 mph (230.326 km/h) | 0.27 sec   |
| 2002     | 4月28日  | NAPA Auto Parts 500              | ジミー・ジョンソン         | 48   | Lowe's                              | シボレー・モンテカルロ   | 500 mi (800 km)   | 150.088 mph (241.543 km/h) | 0.620 sec  |
| 2003     | 4月27日  | Auto Club 500                    | カート・ブッシュ           | 97   | Rubbermaid                          | フォード・トーラス       | 500 mi (800 km)   | 140.111 mph (225.487 km/h) | 2.294 sec  |
| 2004     | 5月2日   | Auto Club 500                    | ジェフ・ゴードン           | 24   | DuPont                              | シボレー・モンテカルロ   | 500 mi (800 km)   | 137.268 mph (220.911 km/h) | 12.871 sec |
| 2004     | 9月5日   | Pop Secret 500                   | エリオット・サドラー       | 38   | M&Ms                                | フォード・トーラス       | 500 mi (800 km)   | 128.324 mph (206.517 km/h) | 0.263 sec  |
| 2005     | 2月27日  | Auto Club 500                    | グレッグ・ビッフル         | 16   | Post-It/National Guard              | フォード・トーラス       | 500 mi (800 km)   | 139.697 mph (224.821 km/h) | 0.231 sec  |
| 2005     | 9月4日   | Sony HD 500                      | カイル・ブッシュ           | 5    | Kelloggs                            | シボレー・モンテカルロ   | 508 mi (818 km) * | 136.356 mph (219.444 km/h) | 0.554 sec  |
| 2006     | 2月26日  | Auto Club 500                    | マット・ケンゼス           | 17   | DeWalt                              | フォード・フュージョン   | 502 mi (808 km) * | 147.852 mph (237.945 km/h) | 0.338 sec  |
| 2006     | 9月3日   | Sony HD 500                      | ケイシー・ケーン           | 9    | Dodge Dealers/UAW                   | ダッジ・チャージャー     | 500 mi (800 km)   | 144.462 mph (232.489 km/h) | 3.427 sec  |
| 2007     | 2月25日  | Auto Club 500                    | マット・ケンゼス           | 17   | DeWalt/Carhartt                     | フォード・フュージョン   | 500 mi (800 km)   | 138.451 mph (222.815 km/h) | 0.679 sec  |
| 2007     | 9月2日   | Sharp AQUOS 500                  | ジミー・ジョンソン         | 48   | Jimmie Johnson Foundation/Lowe's    | シボレー・モンテカルロSS | 500 mi (800 km)   | 131.502 mph (211.632 km/h) | 1.868 sec  |
| 2008     | 2月25日  | Auto Club 500                    | カール・エドワーズ         | 99   | Dish Network                        | フォード・フュージョン   | 500 mi (800 km)   | 132.704 mph (213.566 km/h) | UC         |
| 2008     | 8月31日  | Pepsi 500                        | ジミー・ジョンソン         | 48   | Jimmie Johnson Foundation/Lowe's    | シボレー・インパラ       | 500 mi (800 km)   | 138.857 mph (223.469 km/h) | 2.076 sec  |
| 2009     | 2月22日  | Auto Club 500                    | マット・ケンゼス           | 17   | Carhartt                            | フォード・フュージョン   | 500 mi (800 km)   | 135.839 mph (218.612 km/h) | 1.463      |
| 2009     | 10月11日 | Pepsi 500                        | ジミー・ジョンソン         | 48   | Jimmie Johnson Foundation/Lowe's    | シボレー・インパラ       | 500 mi (800 km)   | 143.908 mph (231.597 km/h) | 1.603      |
| 2010     | 2月21日  | Auto Club 500                    | ジミー・ジョンソン         | 48   | Kobalt Tools/Lowe's                 | シボレー・インパラ       | 500 mi (800 km)   | 141.911 mph (228.384 km/h) | 1.523 sec  |
| 2010     | 10月10日 | Pepsi Max 400                    | トニー・スチュワート       | 14   | オフィス・デポ / オールド・スパイス | シボレー・インパラ       | 400 mi (640 km)   | 131.953 mph (212.358 km/h) | 0.466 sec  |
| 2011     | 3月27日  | Auto Club 400                    | ケヴィン・ハーヴィック     | 29   | Jimmy John's Gourmet Sandwiches     | シボレー・インパラ       | 400 mi (640 km)   | 150.849 mph (242.768 km/h) | 0.144 sec  |
| 2012     | 3月25日  | Auto Club 400                    | トニー・スチュワート       | 14   | オフィス・デポ / モービル1          | シボレー・インパラ       | 400 mi (640 km)   | 160.166 mph (257.762 km/h) | UC         |
| 2013     | 3月24日  | Auto Club 400                    | カイル・ブッシュ           | 18   | Interstate Batteries                | トヨタ・カムリ           | 400 mi (640 km)   | 135.351 mph (217.826 km/h) | UC         |
| 2014     | 3月23日  | Auto Club 400                    | カイル・ブッシュ           | 18   | Interstate Batteries                | トヨタ・カムリ           | 412 mi (663 km)*  | 132.987 mph (214.022 km/h) | 0.214 sec  |
| 2015     | 3月22日  | Auto Club 400                    | ブラッド・ケセロウスキー   | 2    | Wurth                               | フォード・フュージョン   | 418 mi (673 km)*  | 140.662 mph (226.374 km/h) | 0.710 sec  |
| 2016     | 3月20日  | Auto Club 400                    | ジミー・ジョンソン         | 48   | Lowe's / Superman                   | シボレー・SS             | 410 mi (660 km)*  | 137.213 mph (220.823 km/h) | 0.772 sec  |
| 2017     | 3月26日  | Auto Club 400                    | カイル・ラーソン           | 42   | TARGET / Cottonelle                 | シボレー・SS             | 404 mi (650 km)*  | 136.359 mph (219.449 km/h) | 0.779 sec  |

## 各種レコード
- NASCARスプリントカップ・シリーズ予選レコード：カイル・ブッシュ（188.245mph/38.248秒、2005年）
- NASCARスプリントカップ・シリーズレースレコード（500マイル）：ジェフ・ゴードン, 3 hrs. 13 min. 32 sec. (155.012 mph), 1997年6月22日
- NASCARスプリントカップ・シリーズ最多勝利：ジミー・ジョンソン (5).
- NASCARネイションワイド・シリーズ予選レコード：トニー・スチュワート（185.941mph/38.722秒、2005年）
- NASCARネイションワイド・シリーズレースレコード（300マイル）：ハンク・パーカーJr., 1 hr. 55 min. 25 sec. (155.957 mph), 2001年4月28日
- NASCARネイションワイド・シリーズ最多勝利：マット・ケンゼス (4)
- NASCARキャンピング・ワールド・トラック・シリーズ予選レコード：デヴィッド・リューティマン（178.980mph/40.228秒、2006年）
- NASCARキャンピング・ワールド・トラック・シリーズレースレコード（200マイル）：テッド・マスグレイヴ, 1 hr. 22 min. 14 sec. (145.926 mph), 2003年9月20日
- NASCARキャンピング・ワールド・トラック・シリーズ最多勝利：テッド・マスグレイヴ (3)
- CARTシリーズ予選レコード（1ラップ）：ジル・ド・フェラン, 241.426 mph (388.537 km/h), 2000年10月28日.
- CARTシリーズレースレコード（500マイル）：ジミー・バッサー, 197.995 mph (318.642 km/h), 2002年11月3日.
- インディカー・シリーズ予選レコード（1ラップ）：エリオ・カストロネベス, 226.757 mph (364.930 km/h), 2003年9月20日.
- インディカー・シリーズレースレコード（400マイル）：サム・ホーニッシュJr., 207.151 mph (333.377 km/h), 2003年9月21日.
- インディカー・シリーズレースレコード（500マイル）：エド・カーペンター, 168.939 mph (271.881 km/h), 2012年9月15日.